# Bryan megye (Oklahoma)
Bryan megye az Amerikai Egyesült Államokban, azon belül Oklahoma államban található. Megyeszékhelye és legnagyobb városa Durant. Lakosainak száma 46 067 fő (2020. április 1.). Bryan megye Grayson, Fannin, Atoka, Choctaw, Lamar, Johnston és Marshall megyékkel határos.

## Népesség
A megye népességének változása:
| Lakosok száma | 42 656 | 43 150 | 43 485 | 44 244 | 44 884 | 46 067 |
|               | 2010   | 2011   | 2012   | 2013   | 2015   | 2020   |